# Rocky Woods
Rocky Woods (deutsch felsiger Wald) ist ein 491 Acres (2 km²) großes Naturschutzgebiet bei der Stadt Medfield im Bundesstaat Massachusetts der Vereinigten Staaten, das von der Organisation The Trustees of Reservations verwaltet wird. Es grenzt unmittelbar an das ebenfalls von den Trustees verwaltete Gebiet Fork Factory Brook.

## Geschichte
Im 18. Jahrhundert war das Gebiet eine Allmende der Stadt Medfield und wurde später in Parzellen unterteilt, die an Einwohner vergeben wurden. Diese nutzten verbreitet Schlitten, um gefällte Bäume zu transportieren. Im frühen 19. Jahrhundert wurde das von den Holzfällern angelegte Wegenetz ebenfalls verwendet, um Granitplatten aus dem Steinbruch westlich des Chickering Pond abzutransportieren. Aus den Aufzeichnungen geht hervor, dass mit diesem Granit unter anderem das Gerichtsgebäude von Dedham (Bauzeit 1825 bis 1826) errichtet wurde.
In den 1920er Jahren begann Joel Goldthwait mit dem Kauf von Waldparzellen, die zu dieser Zeit nur geringen kommerziellen Wert besaßen. Er richtete dort Reit- und Wanderwege ein und schenkte die ca. 300 Acres (1,2 km²) umfassenden Grundstücke 1942 den Trustees of Reservations, die daraus das Schutzgebiet Rocky Woods bildeten. In den folgenden Jahren – zuletzt 1983 – wurde das Gebiet um weitere Grundstücke ergänzt.

## Schutzgebiet
Der höchste Punkt des Schutzgebiets ist der 435 ft (132,6 m) hohe Cedar Hill, auf den auch die insgesamt 6 mi (9,7 km) langen Wanderwege führen. Das Gebiet gehört mit den Flüssen Vine Brook und Mill Brook sowohl zum Einzugsgebiet des Charles River als auch des Neponset River. Der hohe Grundwasserspiegel führt zur Ausbildung von Feuchtgebieten, die eine Vielzahl von Singvögeln – insbesondere Ammern – anziehen, aber auch Ochsenfröschen und Zierschildkröten einen Lebensraum bieten.